# Вери (Куявсько-Поморське воєводство)
Вери (пол. Wery) — село в Польщі, у гміні Джицим Свецького повіту Куявсько-Поморського воєводства.
Населення — 219 осіб (2011).

## Демографія
Демографічна структура станом на 31 березня 2011 року:
|          | Загалом | Допрацездатний вік | Працездатний вік | Постпрацездатний вік |
| -------- | ------- | ------------------ | ---------------- | -------------------- |
| Чоловіки | 107     | 25                 | 77               | 5                    |
| Жінки    | 112     | 35                 | 58               | 19                   |
| Разом    | 219     | 60                 | 135              | 24                   |